# Аливиле
Аливиле (фр. Hallivillers) насеље је и општина у североисточној Француској у региону Пикардија, у департману Сома која припада префектури Мондидје.
По подацима из 2011. године у општини је живело 143 становника, а густина насељености је износила 20,08 становника/km². Општина се простире на површини од 7,12 km². Налази се на средњој надморској висини од 100 метара (максималној 158 m, а минималној 86 m).

## Демографија
| 1962. | 1968. | 1975. | 1982. | 1990. | 1999. | 2011. |
| ----- | ----- | ----- | ----- | ----- | ----- | ----- |
| 130   | 139   | 110   | 106   | 97    | 116   | 143   |

График промене броја становника у току последњих година